# Ub Iwerks
Ubbe Eert Iwerks, detto Ub (Kansas City, 24 marzo 1901 – Burbank, 7 luglio 1971), è stato un animatore, fumettista ed effettista statunitense.

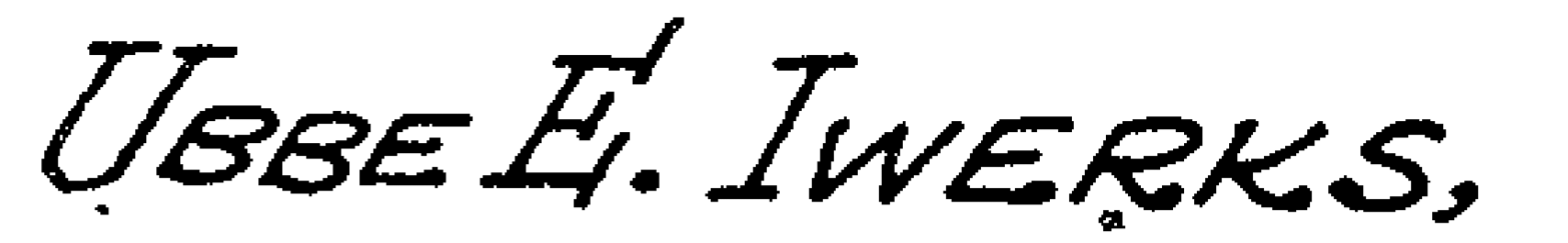
Firma di Ub Iwerks

Noto per la collaborazione con Walt Disney, per il quale caratterizzò lo stile distintivo dei primi cortometraggi a cartoni animati di Topolino, mentre altri furono animati quasi interamente da Iwerks, oltre ad aver contribuito nel 1928 alla creazione del personaggio più famoso della Disney, anche se furono le capacità imprenditoriali di Walt che lo resero celebre. Fu uno dei disegnatori e animatori più dotati degli albori del cinema d'animazione, capace di realizzare centinaia di disegni al giorno e realizzando personaggi dotati di una vitalità tale da renderli fra i migliori degli anni venti del novecento. Iwerks ha creato molti altri personaggi di successo comprimari di Mickey Mouse come Minni, Clarabella Cow, Orazio e Pietro Gambadilegno. Gli è stato dedicato un film documentario sulla sua vita uscito nel 1999, The Hand Behind the Mouse: The Ub Iwerks Story (La Mano dietro al Topo: la Storia di Ub Iwerks).
Nel 1960 e nel 1965 ricevette il premio Oscar per le sue innovative invenzioni nel settore dell'animazione, mentre ottenne una nomination nel 1964 per l'Oscar ai migliori effetti speciali per il film Gli uccelli di Alfred Hitchcock. Nel 1989 gli è stato assegnato postumo il premio Disney Legends.

## Biografia e carriera artistica
La famiglia è originaria della Bassa Sassonia (Germania). Suo padre, Eert Ubbe Iwwerks, emigrò negli Stati Uniti nel 1869. Ub nacque a Kansas City nel 1901 e molto presto incominciò a mostrare una attitudine per il disegno tanto che, Iwerks conobbe e strinse amicizia col giovane Walt Disney allo studio Pressman-Rubin e ne divenne il più stretto collaboratore e nel 1919 fonda con lui uno studio, lo Iwerks-Disney Commercial Artists, che però ebbe vita breve. Quindi sempre insieme si unirono allo studio Kansas City Film Ad Company, dove approfondirono le tecniche di animazione e nel 1922, una volta acquisita la necessaria esperienza, produssero una propria serie di cortometraggi animati, Laugh-O-Gram, che non riscosse il successo sperato e lo studio chiuse di nuovo. Grazie al finanziamento del fratello di Walt, Roy O. Disney, venne prodotta nel 1923 una nuova serie di cortometraggi animati, "Alice Comedies", nella quale una bambina, interpretata da Virginia Davis, interagiva con il mondo dei cartoni animati. La serie riscontrò un buon successo, grazie anche alle capacità di Ub che realizzò personalmente la maggior parte delle scene. Con Ub che si dedicava alle animazioni, Walt dal 1926 incominciò a dedicarsi esclusivamente all'ideazione delle storie, alla produzione e all'organizzazione, campi nei quali riusciva meglio.
Nel 1927, dopo il termine della serie su Alice, i due idearono un nuovo personaggio, Oswald the Lucky Rabbit, la cui serie di cortometraggi raggiunse un certo successo. Diversamente da quanto credevano i due autori, i diritti del personaggio erano in mano al produttore Charles Mintz che non solo si portò via il personaggio ma anche tutto lo staff di animatori che abbandonarono Walt tranne lo stesso Iwerks, ma senza il personaggio di successo e senza più uno staff di collaboratori ben presto lo studio dovette chiudere nuovamente. Tuttavia i due autori non si diedero per vinti e realizzarono un nuovo personaggio basato su Oswald il coniglio che venne trasformato in un topo di nome Mickey; vennero creati due cortometraggi col nuovo personaggio, L'aereo impazzito (1928) e Topolino gaucho (1928) che però ricevettero fredda accoglienza. Il successo arrivò però col terzo cortometraggio, Steamboat Willie (1928) nel quale, diversamente dai primi due, era presente il sonoro facendo divenire il personaggio un enorme successo commerciale mondiale. Il corto non fu il primo ad avere il sonoro ma fu il primo nel quale l'accoppiamento fra immagini e suono fu realizzato in maniera professionale e il successo fu tale da porre le basi per la creazione di un impero.
Di nuovo Ub lavorò rapidamente per questo progetto, e il 18 novembre 1928 venne proiettato Steamboat Willie: fu un successo strepitoso, sia grazie al personaggio ideato da Walt e realizzato graficamente da Iwerks, sia grazie alla nuova tecnica del sonoro (fonte: The Hand Behind The Mouse: The Ub Iwerks Story). L'amicizia e la proficua collaborazione artistica tra Ub, Walt e il fratello Oliver Disney sembrava dunque solida perché destinata al successo, ma come spesso accade, meriti e gloria non sono mai ripartiti in parti uguali. Mentre la fama dei fratelli Disney aumentava per Iwerks aumentava solo il lavoro.
Se Disney ha dato voce al personaggio realizzando storie interessanti, fu Iwerks a realizzarlo graficamente dandogli spessore. Nonostante questo per molto tempo la Disney minimizzò l'apporto di Iwerks alle creazione di Mickey Mouse per poi riconoscerne ufficialmente l'apporto alla creazione. Successivamente Iwerks si mise a lavorare al primo corto della serie Sinfonie allegre, Danza degli scheletri (1929), che realizzò praticamente da solo nonostante Disney volesse affiancargli dei collaboratori. Poi passò ad occuparsi delle strisce giornaliere di Topolino, primo fumetto di Mickey Mouse, disegnando una serie di strisce che compongono la storia Topolino nell'isola misteriosa (Lost on a Desert Island) scritta da Disney e distribuito ai quotidiani dalla King Features Syndicate a partire dal 13 gennaio 1930. Vi si ritrovano richiami sia ai primi due cortometraggi del personaggio che a quelli di Oswald e alla serie Laugh-O-Gram. Presto però Iwerks decise di interrompere la sua collaborazione con Disney e lasciò il compito di disegnare le strisce al suo inchiostratore nel febbraio 1930, Win Smith. I contrasti con Disney che portarono alla rottura furono dovuti alla volontà di questi a rendere più professionale la realizzazione dei corti facendoli realizzare a uno staff di vari collaboratori, cosa che non vide d'accordo Iwerks e il 25 gennaio 1930 la società Disney Brothers Productions, di cui Ub possedeva il 20%, fu sciolta.

### Opere dello Studio Iwerks
Iwerks fondò un proprio studio di animazione presso gli studi della Metro-Goldwyn-Mayer con il quale produsse molti cortometraggi animati dei quali le serie "Flip the Frog" (1930-1933) e "Willie Whopper" (1933-1934) sono i più noti ma nessuno delle sue produzioni raggiunse mai molto successo.
I fratelli Disney si sentirono traditi da Iwerks che poco tempo prima aveva accettato in segreto un'offerta finanziaria da parte di Pat Powers un produttore che sino ad allora distribuiva le serie animate Disney. Powers convince Iwerks di essere l'unico e reale artefice del grande successo delle serie animate di Topolino e delle Sinfonie allegre (Silly Symphony), spingendo Ub ad uscire dalla società coi Disney. Iwerks ruppe nettamente i rapporti con i fratelli Disney vendendo loro la propria quota azionaria e fondando un proprio studio, lo Iwerks Studio. In breve si scopre che la reale intenzione di Powers era fare terra bruciata attorno ai fratelli Disney, porli in difficoltà così da costringerli ad accettare nuove penalizzanti condizioni. Powers offre loro un contratto da 150 000 dollari per un altro anno, ma Walt e Oliver preferiscono rischiare piuttosto che accettare il denaro. Lo studio Disney naturalmente soffre della perdita del suo più dotato artista, ma a differenza di quanto si attende Powers supera la crisi assumendo nuovi e talentuosi animatori che pur di lavorare nel famoso studio accettano di lavorare a paga ridotta.
Nonostante le notevoli capacità tecniche, a Iwerks mancava il talento di Disney per la narrazione, concentrandosi più degli aspetti tecnici dei suoi film che del contenuto al contrario degli studi Disney e Fleischer contro i quali si trovava a competere e ben presto, nel 1936, fu costretto a chiudere lo studio. Nonostante la grande abilità nel disegno i corti animati di Iwerks non riuscirono mai a incontrare un notevole successo di pubblico per la mancanza di una spiccata personalità dei personaggi e di innovazione nelle storie e nelle sceneggiature dei racconti. Inoltre i cortometraggi rappresentavano la società negli anni della Grande depressione, mentre il principale desiderio della gente era quello di distrarsi dalla difficile situazione. Nel 1936 saranno proprio Pat Powers e altri finanziatori a ritirare il loro appoggio economico allo studio di Ub, che lasciato solo, fallisce poco dopo.
Dopodiché lavorò per un breve periodo per la Warner Bros., producendo quattro cartoni animati della serie di Porky Pig, poi fu alla Columbia Pictures fino a quando, nel 1940, tornò a lavorare alla Disney dove lavorò come tecnico specializzato fino alla morte nel 1971.

#### Filmografia
I lavori più famosi di Iwerks, al di fuori della sua produzione Disney, rimangono Flip the Frog, prodotto per il proprio studio - Flip ha alcune somiglianze abbastanza evidenti con i personaggi con cui Iwerks aveva già lavorato, Topolino e Oswald the Lucky Rabbit - e Merry Mannequins (1937).
- Flip the Frog (Flip la rana): 37 episodi, dal 1930 al 1933.
- Willie Whopper (1933)
- ComiColor Cartoons (serie simile alle già famose Sinfonie allegre)

### Il ritorno alla Disney
Dopo il suo ritorno ai Disney Studios, nel 1940, Ub lavorò principalmente allo sviluppo di nuovi macchinari ed effetti visivi. Gli è attribuito lo sviluppo della tecnica per combinare animazione e scene dal vivo, usate per la prima volta in I racconti dello zio Tom. Inventò la stampante ottica Multihead, una tecnica che permetteva a un personaggio animato di interagire con attori in carne e ossa e che venne impiegata nei film della Disney I tre caballeros (1944), I racconti dello zio Tom (1946) e Mary Poppins (1964) e ha collaborato allo sviluppo dei parchi tematici della Disney negli anni sessanta. La sua invenzione relativa all'adattamento di una macchina fotocopiatrice per trasferire i disegni direttamente sui fotogrammi permise di risparmiare molto lavoro agli animatori e fu utilizzato per la prima volta nel lungometraggio La carica dei cento e uno (1961).
Ha curato gli effetti speciali per il film Gli uccelli di Alfred Hitchcock (The Birds, 1963).
È morto a Burbank, California, il 7 luglio 1971; venne sepolto nel Forest Lawn Memorial Park di Hollywood Hills, California.

## Riconoscimenti
- Nel 1960 e nel 1965 ricevette il premio Oscar per le sue innovative invenzioni nel settore dell'animazione.
- Fu inoltre candidato nel 1964 per l'Oscar per i migliori effetti speciali per il film Gli uccelli di Alfred Hitchcock con questa citazione "A Petro Vlahos, Wadsworth E. Pohl e Ub Iwerks per la concezione e la perfezione delle tecniche di "Color Traveling Matte Composite Cinematography".
- Walt Disney Treasures: Le avventure di Oswald il coniglio fortunato è una raccolta di cortometraggi in due DVD, facente parte della collana Walt Disney Treasures. Essa raccoglie i cortometraggi della serie Oswald il coniglio fortunato diretti da Walt Disney. Il secondo disco della serie è interamente dedicato a Ub Iwerks, con un documentario biografico diretto dalla nipote Leslie e altri cortometraggi Disney a cui Iwerks ha lavorato.
- Nel 1989 gli è stato assegnato postumo il premio Disney Legends.[1]